# Escola Estadual Padre Antônio Vieira
A Escola Estadual Padre Antônio Vieira é uma instituição de ensino localizada no bairro de Santana, na cidade de São Paulo. Fundada em 1911, a escola possui uma longa tradição educacional e é considerada um marco histórico e cultural da região.

## História
Construída no início do século XX (1911), a escola foi projetada pelo arquiteto G.B. Maroni e conta com um prédio imponente de dois pavimentos e entre 16 a 20 salas de aula. Sua arquitetura reflete os ideais do projeto "civilizador" republicano da época, que buscava não apenas oferecer instrução elementar, mas também simbolizar o progresso e a modernização da sociedade brasileira. Por isso, o edifício foi tombado pelo seusignificado cultural, histórico e arquitetônico.
Conhecida também pela sigla CEPAV, situada na Avenida Cruzeiro do Sul, foi inicialmente concebida para abrigar o Ginásio Estadual Santana, que mais tarde, em 1965, passou a se chamar Colégio Estadual Padre Antônio Vieira, e finalmente, em 1998, a Escola Estadual Padre Antônio Vieira, conforme documento da Secretaria da Educação. O edifício passou por uma reforma e restauro, preservando seus elementos originais.